# Верхньозгар
Верхньозга́р — пасажирський залізничний зупинний пункт Шевченківської дирекції Одеської залізниці.
Розташований у селі Вершина-Згарська, Драбівський район Черкаської області на лінії Оржиця — Золотоноша I між станціями Пальміра (9 км) та Мехедівка (4 км).
На платформі зупиняються приміські електропоїзди.